# 鮸
鮸，又稱鰧，为石首鱼科鮸属的鱼類，俗名鮸仔魚、免魚、勉魚、敏魚。分布於朝鲜半島以及中國沿海等，属於近海暖温性中下層魚類。其常棲息於水深15-70米泥或泥沙底質的海底。

## 分布
本魚分布在西北太平洋區，包括中國大陆、日本、台灣、韓國、越南等海域。

## 深度
水深15至70公尺。

## 特徵
本魚吻稍突出，口裂大，端位，傾斜，上下頜等長，上頜骨很長，其後緣伸達眼眶後緣之後。上頜外列齒大，成犬齒狀，內列齒3列，均細小。下頜齒2列，外列齒較大越往後齒越大。體為單一褐色，背鰭硬棘部外緣黑色，軟條中央有一深褐色點，前後連貫成一縱走的點線。鰓腔具橙黃色及褐色，口腔成黃色。體長可達70公分。

## 生態
本魚為近海暖溫海域的中下層魚類，喜分散活動，白天下沉，夜間上浮。肉食性，以小魚、蝦及蝦蛄為食。每年4至5月，由深水游向近岸做生殖洄游，群體不大，分散所餌。

## 經濟利用
高級的食用魚，肉質鮮美，脂肪量高，可作油炸、煎、清蒸或煮湯等料理，是重要的經濟魚類。臺灣人重視此魚類，列為十大美味魚類之一，稱一鯃、二紅魦、三鯧、四馬鮫、五鮸、六嘉鱲、七赤鯮、八馬頭、九烏喉、十寸子。
臺語俗諺還稱「春鮸，冬嘉魶」，以春天喫鮸魚最好，還有一句俗諺：「有錢食鮸，沒錢免食。」。

## 扩展阅读
- 維基物種上的相關：鮸魚